# Reinventing the Steel
Reinventing the Steel är det nionde och sista studioalbumet av den amerikanska hårdrocksgruppen Pantera. Det släpptes 2000.

## Låtlista
Samtliga låtar skrivna av Pantera.
1. "Hellbound" – 2:41
2. "Goddamn Electric" – 4:58
3. "Yesterday Don't Mean Shit" – 4:19
4. "You've Got to Belong to It" – 4:13
5. "Revolution Is My Name" – 5:19
6. "Death Rattle" – 3:17
7. "We'll Grind That Axe for a Long Time" – 3:44
8. "Up Lift" – 3:45
9. "It Makes Them Disappear" – 6:22
10. "I'll Cast a Shadow" – 5:22

## Medverkande
- Vinnie Paul - trummor
- Dimebag Darrell - gitarr
- Rex Brown - bas
- Phil Anselmo - sång
- Kerry King - gitarroutro på "Goddamn Electric"